# Освіго (містечко, Нью-Йорк)
Освіго (англ. Oswego) — місто (англ. town) в США, в окрузі Освіго штату Нью-Йорк. Населення — 7914 особи (2020).

## Демографія
Згідно з переписом 2010 року, у місті мешкали 7984 особи в 1728 домогосподарствах у складі 1260 родин. Було 1905 помешкань
Расовий склад населення:
| - 91,4 % — білих - 3,4 % — чорних або афроамериканців - 2,0 % — азіатів - 0,2 % — корінних американців - 0,1 % — вихідців з тихоокеанських островів - 1,5 % — осіб інших рас |

До двох чи більше рас належало 1,5 %. Частка іспаномовних становила 3,9 % від усіх жителів.
За віковим діапазоном населення розподілялося таким чином: 11,2 % — особи молодші 18 років, 81,2 % — особи у віці 18—64 років, 7,6 % — особи у віці 65 років та старші. Медіана віку мешканця становила 21,3 року. На 100 осіб жіночої статі у місті припадало 101,2 чоловіків;  на 100 жінок у віці від 18 років та старших — 99,6 чоловіків також старших 18 років.
Середній дохід на одне домашнє господарство  становив 87 959 доларів США (медіана — 77 263), а середній дохід на одну сім'ю — 94 396 доларів (медіана — 81 510). Медіана доходів становила 61 949 доларів для чоловіків та 38 575 доларів для жінок. За межею бідності перебувало 13,8 % осіб, у тому числі 25,8 % дітей у віці до 18 років та 5,2 % осіб у віці 65 років та старших.
Цивільне працевлаштоване населення становило 3302 особи. Основні галузі зайнятості: освіта, охорона здоров'я та соціальна допомога — 32,3 %, мистецтво, розваги та відпочинок — 19,3 %, роздрібна торгівля — 9,8 %, транспорт — 6,6 %.